# Kötőhangzó
A hangtanban és az alaktanban a kötőhangzó olyan beszédhang adta szóelem, amely két morfémát kapcsol össze. Összeköthet szótövet toldalékkal vagy két toldalékot, és így a ragozásban és a szóképzésben vesz részt, avagy két szót, és ebben az esetben a szóösszetételben játszik szerepet. Vita tárgyát képezi az, hogy miféle szóelemről van szó. Egyes nyelvészek morfémának tekintik, és a toldalékok közé sorolják „interfixum” néven. Mások azonban elvetik ezt a nézetet, szervetlen, jelentés nélküli elemnek látva a kötőhangzót. Olyan kötőhangzó is van, amely két független szót kapcsol össze hangtanilag, például a francia nyelvben.

## Szótő és toldalék, valamint toldalékok között
A magyar nyelvben viszonylag gyakran található magánhangzó toldalék előtt vagy elején, és megoszlanak a vélemények arról, hogy legalábbis egyes esetekben a szótőhöz vagy a toldalékhoz tartozik-e, illetve egyikhez sem, hanem kötőhangzó. Kiefer 2006 a következő kritériumok szerint határozza meg a tipikus kötőhangzót, ilyennek tartva például a tárgyeset ragja előtt esetenként találhatót:
1. Zérussal váltakozik, azaz nem minden előző szóelem után jelenik meg, pl. szék + et, de asztal + t.
2. Megjósolható minőségű, vagyis harmonizál az előző szóelem(ek) magánhangzójával/magánhangzóival: voks+ot, könyv+et, ökr+öt.
3. Fonotaktikai indoka van, azaz hiányában a magyar nyelv fonotaktikai szabályai szerint nem keletkezne egyes esetekben helyes szó, pl. *vokst, *könyvt, *ökrt.
4. Nem jelenik meg magánhangzó végű szóelem után: *hajóot, *kesztyűöt.
5. Nem helyettesíti az előző szóelem végén található magánhangzót: szőké+t, barná+t.

Kiefer 2006 szerint van olyan toldalék előtti magánhangzó is, amely nem felel meg mindegyik fenti kritériumnak, mégis kötőhangzó, csak nem tipikus, ha megfelel a lényegesnek tartott fenti első két tulajdonságnak. Ilyen például a többes szám jele, amely nem mindig indokolt fonotaktikailag. Például a hal szó többes számú alakja halak, bár létezik a halk szó is. Az a magánhangzó, amelyik nem felel meg a kötőhangzót meghatározó lényeges kritériumoknak, toldalékkezdő magánhangzó.
Bokor 2007 szerint kötőhangzó az alábbi toldalékok előtt található mássalhangzóra végződő szóelem után:
- kötelezően: -s (házas), -k (kések, olvasok), -m (írom), -d (kéred), -tt (ütött), -ll (rosszall), -nként (udvaronként), -stul/-stül (kertestül);
- esetenként: -t (halat, de udvart), -sz (ugrasz, de ugorsz); olykor fakultatív jelleggel: -tok/-tek/-tök (mondotok vagy mondtok).

A román egy másik olyan nyelv, amelyikben van kötőhangzó toldalék előtt, bár sokkal kisebb mértékben, mint a magyarban. A határozott névelőnek megfelelő végartikulus külön szófajhoz tartozik ugyan, de toldalékszerű. Hímnem és semleges nem egyes számban alakja -l, mely a gyakori mássalhangzó végű, valamint egyes magánhangzó végű, idegen szótövekhez járul, és előtte az -u- [u] kötőhangzó áll, pl. scaunul ’a szék’, radioul ’a rádió’, tabuul ’a tabu’, piureul ’a püré’. Az -a nőnem egyes számú határozott végartikulus előtt is van kötőhangzó, a félhangzó -u- [w], a viszonylag kevés hangsúlyos a-ra végződő szó esetében, pl. cafeaua ’a kávé’.
A spanyol nyelvben az -ito kicsinyítő képző előtt van a -c- [s] kötőhangzó, de nem minden esetben: avión ’repülőgék’ > avioncito ’repülőcske’, de reloj ’óra’ (az eszköz) > relojito ’órácska’. A románban is van hasonló, csak nem egy, hanem két beszédhangból áll. Ugyancsak kicsinyítő képző (-iță) előtt található, és szintén nem minden esetben, pl. frunză ’(fa)levél’ > frunzuliță ’levelecske’, de grădină ’kert’ > grădiniță ’kertecske’.

## Összetett szavakban
A magyarra nem jellemző, de például az újlatin nyelvekre igen, az egyes összetett szavak elemeit összekapcsoló -o- kötőhangzó, főleg szaknyelvekben. A francia nyelvben ez jelen van olyan szavakban, mint latino-américain ’latinamerikai’, gallo-romain ’galloromán’, franco-suisse ’francia–svájci’, cocaïnomane ’kokainfüggő’. Ezt az -o-t Grevisse 2007 olykor a szuffixumok közé sorolja, máskor „a szóösszetétel egyfajta jelé”-nek nevezi. Egy másik ilyen hangzó a franciában az -i-, pl. insecticide ’rovarölő’, cancérigène ’rákkeltő’. Az utóbbi előfordul -o--val is: cancérogène.
Az -o- kötőhangzós szóösszetétel megvan szláv nyelvekben is, például a közép-délszláv diarendszerhez tartozókban. Barić 1997 interfixumnak is nevezi, és határozottan nyelvtani tartalmúnak tekinti, egy olyan szót elemezve, mint (horvátul) romanopisac ’regényíró’. Ebben szerinte az -o- helyettesíti a birtokos eset -a ragját a pisac romana ’regény írója’ szószerkezetben, amely mielőtt összetett szó lett volna, a romana pisac szórendre váltott. Ritkábban az -e- is lehet kötőhangzó, pl. a (szerbül) svojeručan ’sajátkezű’ (< svoja ruka ’saját keze’). Klajn 2005 ezeket a kötőhangzókat az összetevők egymás közötti viszonya jelének nevezi.
Germán nyelvekben is van szerepe kötőhangzónak a szóösszetételben. A német nyelvben ez az -s- mássalhangzó, mely eredetileg a birtokos eset ragja, pl. Tageslicht ’nappali világosság’.

## Független szavak között
A független szavak közötti kötőhangzó jól képviselt a francia nyelvben a liaison ’hangkötés’ nevű jelenségben. Ez a kötőhangzó csak mássalhangzó lehet, és csak akkor van hangkötés, ha a következő szó magánhangzóval kezdődik, amellyel ún. hangtani szót alkot. A szóbanforgó mássalhangzó írásban majdnem mindig megvan szó végén, de hangkötésen kívül nem kiejtett. Gyakorisága fordított sorrendjében lehet a [z] (írott alakban z, s vagy x), a [t] (t vagy d), az [n] (n), az [ʁ] (r) vagy a [p] (p). Megkülönböztetnek feltétlenül köteles, elméletileg köteles és fakultatív hangkötést.
Feltétlenül köteles, és mindegyik nyelvi regiszterben megvan a hangkötés a következő esetekben:
- determináns után, ha írásban s-re, x-re, t-re vagy n-re végződik: des◡enfants ’gyerekek’ (határozatlan névelővel), les◡enfants ’a gyerekek’, ces◡oiseaux ’ezek a madarak’, mes◡amis ’barátaim’, deux◡ans ’két év’, quelques◡amis ’néhány barát’, tout◡un◡an ’egy teljes év’;
- az en szó után, amely elöljárószó vagy határozói névmás: en◡Espagne (elöljáró + főnév) ’Spanyolországban’, tu en◡achètes ’vásárolsz ebből/belőle’;
- az s-re vagy n-re végződő személyes névmások után: vous◡êtes ’(ti) vagytok’, on◡en◡a ’van (nekünk) ilyesmi/belőle’ (személyes névmás + határozói névmás + ige);
- a többes számú melléknévi jelző + főnév szerkezetben: ces dures◡épreuves ’ezek a kemény megpróbáltatások’;
- z-re, s-re, t-re vagy d-re végződő ige után az ige + névmás szórendű szerkezetekben: prenez-en ! ’vegyetek belőle!’ vas-y ! ’menj (oda)!’, chantent-elles ?[18] ’énekelnek-e (ők)?’, répond-il ? ’válaszol-e (ő)?’

Analóg módon az utóbbi esettel, akkor is van hangkötés [t]-vel, melyet ebből a célból írnak is t-nek, ha az ige kiejtett vagy csak írott magánhangzóra végződik, egyes szám 3. személyben: va-t-il ? ’megy-e (ő)?’, chante-t-elle ? ’énekel-e (ő)?’
Elméletileg kötelező, de minél informálisabb a nyelvi regiszter, annál inkább hiányozhat a hangkötés:
- az egyszótagú és z-re vagy s-re végződő elöljárók után: chez◡eux ’náluk’, sans◡argent ’pénz nélkül’;
- a plus határozószó után, amikor a fokozásban vesz részt, és très ’nagyon’ után: plus◡efficace ’hatékonyabb’, très◡important ’nagyon fontos’;
- t-re vagy d-re végződő melléknévi jelző + főnév szószerkezetekben egyes számban: un petit◡effort ’(egy) kis erőfeszítés’, un grand◡arbre ’(egy) nagy fa’;
- a quand kötőszó után: quand◡il vient ’amikor jön (ő)’.

Fakultatív az a hangkötés, amely hiányozhat anélkül, hogy a beszéd eltérne a sztenderd nyelvváltozat normáitól, de ennek hiánya, illetve megléte is a nyelvi regisztertől függ, azaz minél formálisabb a beszédhelyzet, annál gyakoribb a hangkötés.
Nem kötelező, de lehetséges a hangkötés:
- a segédige être ’lenni’ után: je suis◡arrivé ’megérkeztem’, il est◡arrivé ’(ő) megérkezett’;
- a kopula être után: je suis◡étonné ’csodálkozom’, c’est◡amusant ’(ez) szórakoztató’;
- az avoir ’birtokolni’ segédige után, amikor s-re végződik: j’avais◡écouté ’hallgattam (vmit/vmire)’;
- az avoir segédige után, amikor t-re végződik, ha nincs előtte a t’ ’neked, téged’ névmás: ils ont◡entendu ’(ők) hallottak’, de ils t’ont // entendu ’hallottak téged’;
- az ún. félsegédigék után: il doit◡arriver ’meg kell érkeznie, valószínűleg meg fog érkezni’ je vais◡écouter ’(rövidesen) meg fogom hallgatni’, ils vont◡observer ’(ők) (rövidesen) meg fogják figyelni’;
- több mint egy szótagú elöljáró után: après◡un échec ’(egy) kudarc után’, devant◡eux ’előttük’;
- a mais ’de’ kötőszó után: Mais◡il est impossible de prédire quand on fait la liaison après mais. ’De lehetetlen megjósolni, mikor van hangkötés mais után’.
- többé-kevésbé állandósult szókapcsolatokká vált r-re végződő melléknévi jelző + főnév szerkezetekben: au premier◡étage ’az első emeleten’ (nagyon gyakori hangkötés), un léger◡incident ’egy apró incidens’ (az előbbinél ritkább hangkötés).

A kötő r megvan az angol nyelv egyes azon változataiban is, amelyekben nem ejtik ki a szóvégi r-t egyedülálló szóban vagy amikor ilyen szó mássalhangzóval kezdődő szó előtt áll, pl. after [ˈɑːftə] ’után’ vs. after it [ˈɑːftərɪt] ’utána’, winter [ˈwɪntə] ’tél’ vs. Winter Olympics [ˈwɪntər əˈlɪmpɪks] ’téli olimpia’.